# Halimena aotearoa
Halimena aotearoa är en kräftdjursart som beskrevs av Melrose 1975. Halimena aotearoa ingår i släktet Halimena och familjen Hymenosomatidae. Inga underarter finns listade i Catalogue of Life.